# Kanton Nesle
Der Kanton Nesle war bis 2015 ein französischer Wahlkreis im Arrondissement Péronne, im Département Somme und in der Region Picardie; sein Hauptort war Nesle. Der letzte Vertreter im Generalrat des Départements war von 1998 bis 2015 Paul Pilot (PCF).
Der Kanton Nesle war 111,45 km² groß und hatte im Jahr 7756 Einwohner (Stand 2006).

## Gemeinden
Der Kanton bestand aus 21 Gemeinden:
| Gemeinde              | Einwohner Jahr | Fläche km² | Bevölkerungsdichte | Code INSEE | Postleitzahl |
| --------------------- | -------------- | ---------- | ------------------ | ---------- | ------------ |
| Béthencourt-sur-Somme | 131 (2013)     | –          | – Einw./km²        | 80097      | 80190        |
| Buverchy              | 42 (2013)      | –          | – Einw./km²        | 80158      | 80400        |
| Cizancourt            | 38 (2013)      | –          | – Einw./km²        | 80197      | 80200        |
| Épénancourt           | 120 (2013)     | –          | – Einw./km²        | 80272      | 80190        |
| Falvy                 | 138 (2013)     | –          | – Einw./km²        | 80300      | 80190        |
| Grécourt              | 20 (2013)      | –          | – Einw./km²        | 80389      | 80400        |
| Hombleux              | 1.121 (2013)   | –          | – Einw./km²        | 80442      | 80400        |
| Languevoisin-Quiquery | 192 (2013)     | –          | – Einw./km²        | 80465      | 80190        |
| Licourt               | 393 (2013)     | –          | – Einw./km²        | 80474      | 80320        |
| Marchélepot           | 469 (2013)     | –          | – Einw./km²        | 80509      | 80200        |
| Mesnil-Saint-Nicaise  | 565 (2013)     | –          | – Einw./km²        | 80542      | 80190        |
| Misery                | 135 (2013)     | –          | – Einw./km²        | 80551      | 80320        |
| Morchain              | 322 (2013)     | –          | – Einw./km²        | 80568      | 80190        |
| Nesle                 | 2.366 (2013)   | –          | – Einw./km²        | 80585      | 80190        |
| Pargny                | 193 (2013)     | –          | – Einw./km²        | 80616      | 80190        |
| Pertain               | 390 (2013)     | –          | – Einw./km²        | 80621      | 80320        |
| Potte                 | 114 (2013)     | –          | – Einw./km²        | 80638      | 80190        |
| Rouy-le-Grand         | 108 (2013)     | –          | – Einw./km²        | 80683      | 80190        |
| Rouy-le-Petit         | 121 (2013)     | –          | – Einw./km²        | 80684      | 80190        |
| Saint-Christ-Briost   | 453 (2013)     | –          | – Einw./km²        | 80701      | 80200        |
| Voyennes              | 627 (2013)     | –          | – Einw./km²        | 80811      | 80400        |